# Pisenor upembanus
Pisenor upembanus är en spindelart som först beskrevs av Roewer 1953.  Pisenor upembanus ingår i släktet Pisenor och familjen Barychelidae.
Artens utbredningsområde är Kongo. Inga underarter finns listade i Catalogue of Life.